# シャルナス・バルタス
シャルナス・バルタス（Šarūnas Bartas、1964年8月16日 - ）は、リトアニアの映画監督である。シャウレイ出身。

## 経歴
1996年、『フュー・オブ・アス』を監督する。2000年には『自由』を監督する。

## フィルモグラフィー

### 映画
- フュー・オブ・アス（1996年） - 監督・脚本・撮影
- ポーラX（1999年） - 出演
- 自由（2000年） - 監督・脚本・撮影